# Jake Dengel
Jake Dengel, de son vrai nom Jacob Paul Dengel, est un acteur américain, né le 19 juin 1933 dans le Wisconsin, et mort des suites d'un cancer le 14 novembre 1994 à Sherman Oaks, en Californie (États-Unis).

## Filmographie
- 1964 : Twelfth Night (TV)
- 1977 : Kojak, de Abby Mann (série télévisée)
  - Kiss It All Goodbye, de Telly Savalas (1977)
- 1981 : Ragtime, de Milos Forman
- 1983 : La Foire des ténèbres (Something Wicked This Way Comes), de Jack Clayton
- 1983 : Hooker (T.J. Hooker) (série télévisée)
  - Le Père Noël est un flic (Slay Ride) (1983)
- 1984 : Le Juge et le Pilote (Hardcastle and McCormick) (série télévisée)
  - The Georgia Street Motors (1984)
- 1984 : Une défense canon (Best Defense), de Willard Huyck
- 1984 : His Mistress, de David Lowell Rich (TV)
- 1986 : La Dernière Passe (The Best of Times), de Roger Spottiswoode
- 1986 : Comme un chien enragé (At Close Range), de James Foley
- 1986 : Capitaine Furillo (Hill Street Blues), de Steven Bochco et Michael Kozoll (série télévisée)
  - Say Uncle (1986)
- 1987 : Tribunal de nuit (Night Court), de Reinhold Weege (en) (série télévisée)
  - Her Honour: Part 3, de Jeffrey Melman (1987)
- 1987 : La Loi de Los Angeles (L.A. Law), de Steven Bochco et Terry Louise Fisher (en) (série télévisée)
  - Hommage et insuccès (The Lung Goodbye), de John Pasquin (1987)
- 1987 : Star Trek : La Nouvelle Génération (Star Trek: The Next Generation) (série télévisée)
  - Le Dernier Avant-poste (The Last Outpost), de Richard A. Colla (1987)
- 1987 : Ironweed - La force du destin (Ironweed), de Héctor Babenco
- 1988 : Poursuite en Arizona (The Tracker), de John Guillermin (TV)
- 1989 : Côte Ouest (Knots Landing), de David Jacobs (feuilleton TV)
  - Mrs. Peacock in the Library with the Lead Pipe (1989)
- 1989 : Manhunt: Search for the Night Stalker, de Bruce Seth Green (TV)
- 1990 : Confiance aveugle (en) (Blind Faith), de Paul Wendkos (TV)
- 1990 : Poker d'amour à Las Vegas (Lucky/Chances), de Buzz Kulik (feuilleton TV)
- 1991 : Bloodsucking Pharaohs in Pittsburgh, de Dean Tschetter
- 1991 : Prayer of the Rollerboys, de Rick King
- 1991 : Hit man, un tueur (Diary of a Hitman), de Roy London
- 1992 : Business Woman (Lady Boss), de Charles Jarrott (TV)
- 1992 : Four Eyes and Six Guns (Quatre yeux et un colt), de Piers Haggard (TV)
- 1993 : Rivalen des Glücks - The Contenders, de Tobias Meinecke